# 呂宋無線鰨
呂宋無線鰨（学名：Symphurus luzonensis）為輻鰭魚綱鰈形目鰨亞目舌鰨科的一種熱帶海水魚，其种加词“luzonensis”意为“菲律宾吕宋岛的”。分布於中西太平洋菲律賓海域，棲息在底層水域，生活習性不明。